# Maurice Richard
Joseph Henri Maurice „Rocket“ Richard (4. srpna 1921 – 27. května 2000) přezdívaný Raketa, byl kanadský hokejový útočník. V NHL hrál za klub Montreal Canadiens v letech 1942–1960. Podařilo se mu jako prvnímu hráči v NHL překonat hranici 50 gólů v 50 zápasech (1944/1945) a jako první hráč NHL dosáhl hranice 500 gólů v kariéře.
Uděluje se po něm pojmenovaná trofej Maurice 'Rocket' Richard Trophy pro nejlepšího střelce základní části NHL. On sám se jím stal celkem pětkrát.
V roce 1961 byl uveden do hokejové síně slávy. U příležitosti 100. výročí NHL byl v lednu 2017 vybrán jako jeden ze sta nejlepších hráčů historie ligy.

## Klubové statistiky
| Sezona     | Klub               | Soutěž     | Základní část | Základní část | Základní část | Základní část | Základní část | Play off | Play off | Play off | Play off | Play off |
| Sezona     | Klub               | Soutěž     | Z             | G             | A             | B             | TM            | Z        | G        | A        | B        | TM       |
| ---------- | ------------------ | ---------- | ------------- | ------------- | ------------- | ------------- | ------------- | -------- | -------- | -------- | -------- | -------- |
| 1942–43    | Montreal Canadiens | NHL        | 16            | 5             | 6             | 11            | 4             | –        | –        | –        | –        | –        |
| 1943–44    | Montreal Canadiens | NHL        | 46            | 32            | 22            | 54            | 45            | 9        | 12       | 5        | 17       | 10       |
| 1944–45    | Montreal Canadiens | NHL        | 50            | 50            | 23            | 73            | 46            | 6        | 6        | 2        | 8        | 10       |
| 1945–46    | Montreal Canadiens | NHL        | 50            | 27            | 21            | 48            | 50            | 9        | 7        | 4        | 11       | 15       |
| 1946–47    | Montreal Canadiens | NHL        | 60            | 45            | 26            | 71            | 69            | 10       | 6        | 5        | 11       | 44       |
| 1947–48    | Montreal Canadiens | NHL        | 53            | 28            | 25            | 53            | 89            | –        | –        | –        | –        | –        |
| 1948–49    | Montreal Canadiens | NHL        | 59            | 20            | 18            | 38            | 110           | 7        | 2        | 1        | 3        | 14       |
| 1949–50    | Montreal Canadiens | NHL        | 70            | 43            | 22            | 65            | 114           | 5        | 1        | 1        | 2        | 6        |
| 1950–51    | Montreal Canadiens | NHL        | 65            | 42            | 24            | 66            | 97            | 11       | 9        | 4        | 13       | 13       |
| 1951–52    | Montreal Canadiens | NHL        | 48            | 27            | 17            | 44            | 44            | 11       | 4        | 2        | 6        | 6        |
| 1952–53    | Montreal Canadiens | NHL        | 70            | 28            | 33            | 61            | 112           | 12       | 7        | 1        | 8        | 2        |
| 1953–54    | Montreal Canadiens | NHL        | 70            | 37            | 30            | 67            | 112           | 11       | 3        | 0        | 3        | 22       |
| 1954–55    | Montreal Canadiens | NHL        | 67            | 38            | 36            | 74            | 125           | –        | –        | –        | –        | –        |
| 1955–56    | Montreal Canadiens | NHL        | 70            | 38            | 33            | 71            | 89            | 10       | 5        | 9        | 14       | 24       |
| 1956–57    | Montreal Canadiens | NHL        | 63            | 33            | 29            | 62            | 74            | 10       | 8        | 3        | 11       | 8        |
| 1957–58    | Montreal Canadiens | NHL        | 28            | 15            | 19            | 34            | 28            | 10       | 11       | 4        | 15       | 10       |
| 1958–59    | Montreal Canadiens | NHL        | 42            | 17            | 21            | 38            | 27            | 4        | 0        | 0        | 0        | 2        |
| 1959–60    | Montreal Canadiens | NHL        | 51            | 19            | 16            | 35            | 50            | 8        | 1        | 3        | 4        | 2        |
| NHL celkem | NHL celkem         | NHL celkem | 978           | 544           | 421           | 965           | 1285          | 133      | 82       | 44       | 126      | 188      |